# Bernd Böhlich
Bernd Böhlich (* 25. April 1957 in Löbau, Bezirk Dresden, DDR) ist ein deutscher Filmregisseur.

## Leben
Böhlich begann seine Filmlaufbahn als Regieassistent beim DDR-Fernsehen. Sein Studium der Regie von 1980 bis 1984 an der Hochschule für Film und Fernsehen Potsdam schloss er mit seinem Diplomfilm Fronturlaub ab. Er arbeitete anschließend als Regisseur und Drehbuchautor für das DDR-Fernsehen.
Auch nach der Wiedervereinigung drehte er vor allem Fernsehfilme und Fernsehserien. 2007 entstand sein zweiter, bisher erfolgreichster Kinofilm Du bist nicht allein. Die Hauptrollen in dieser Komödie, in der es um Arbeitslosigkeit geht, spielen Axel Prahl und Katharina Thalbach. 2008 folgte der Film Der Mond und andere Liebhaber, erneut mit Katharina Thalbach in der Hauptrolle. Für seine Fernseharbeiten wurde er zweimal mit dem Adolf-Grimme-Preis ausgezeichnet.
Böhlich lebt in Berlin-Pankow. Sein Vater ist der Maler Adolf Böhlich (* 29. April 1933 in Johannesberg im Isergebirge, Tschechoslowakei, gestorben am 23. Januar 2021).

## Filmografie (Auswahl)
- 1981: Eiszeit (Kurzspielfilm, Hochschule für Film und Fernsehen „Konrad Wolf“, HFF)
- 1982: Fronturlaub (Kurzfilm)
- 1982: Drei fiktive Briefe (Kurzspielfilm, HFF „Konrad Wolf“)
- 1984: Spätvorstellung (Kurzspielfilm, HFF „Konrad Wolf“)
- 1986: Der junge Herr Siegmund (Fernsehfilm)
- 1987: Der Staatsanwalt hat das Wort: Um jeden Preis (Fernsehfilm)
- 1988: Polizeiruf 110: Eifersucht (Fernsehreihe)
- 1988: Nur einen Tag … (Kurzspielfilm, HFF „Konrad Wolf“), Szenarium
- 1989: Die gestundete Zeit (Fernsehfilm)
- 1990: Kein Wort von Einsamkeit (Fernsehfilm, DFF)
- 1992: Landschaft mit Dornen
- 1993: Ärzte: Die Narbe des Himmels (Fernsehreihe)
- 1994: Polizeiruf 110: Arme Schweine (auch Drehbuch)
- 1994: Polizeiruf 110: Totes Gleis
- 1994: Tatort – Jetzt und Alles (Fernsehreihe)
- 1995: Tatort – Falsches Alibi
- 1995: Zappek: Über’n Jordan (Fernsehfilm)
- 1995: Polizeiruf 110: Jutta oder Die Kinder von Damutz (auch Drehbuch)
- 1995: Mobbing – die lieben Kollegen (Fernsehfilm)
- 1995: Verliebte Feinde (Fernsehdrama)
- 1996: Ärzte: Weiß wie Schnee, rot wie Blut (Fernsehreihe)
- 1996: Tödliches Schweigen (Fernsehfilm)
- 1996: Ärzte: Herberge für einen Frühling (Fernsehreihe)
- 1996: Polizeiruf 110: Kurzer Traum
- 1997: Der Kindermord (Fernsehfilm)
- 1997: Tödliches Ultimatum (Fernsehfilm)
- 1998: Polizeiruf 110: Das Wunder von Wustermark
- 1998: Blutiger Ernst
- 1999: Letzter Atem (Fernsehfilm)
- 1999: Sturmzeit
- 1999: Das Hochzeitsgeschenk (Fernsehfilm)
- 1999: E-M@il an Gott (Fernsehfilm)
- 2001: Der Verleger
- 2002: Polizeiruf 110: Wandas letzter Gang
- 2003: Alles Samba (Fernsehfilm)
- 2003: Das Glück ihres Lebens (Fernsehfilm)
- 2005: Polizeiruf 110: Dettmanns weite Welt (auch Drehbuch)
- 2005: Mutterseelenallein
- 2007: Du bist nicht allein
- 2007: Krauses Fest (Fernsehfilm)
- 2008: Der Mond und andere Liebhaber
- 2008: Mein Mann, der Trinker (Fernsehfilm, nur Buch)
- 2009: Krauses Kur (Fernsehfilm)
- 2011: Krauses Braut (Fernsehfilm)
- 2011: Polizeiruf 110: Die verlorene Tochter (auch Drehbuch)
- 2011: Bis zum Horizont, dann links!
- 2013: Polizeiruf 110: Vor aller Augen (auch Drehbuch)
- 2014: Stubbe – Von Fall zu Fall: Der König ist tot (Fernsehreihe)
- 2014: Krauses Geheimnis (Fernsehfilm)
- 2016: Krauses Glück (Fernsehfilm)
- 2018: Und der Zukunft zugewandt (Spielfilm)
- 2019: Krauses Hoffnung (Fernsehfilm)
- 2020: Krauses Umzug (Fernsehfilm)
- 2021: Krauses Zukunft (Fernsehfilm)
- 2022: Krauses Weihnacht (Fernsehfilm)
- 2022: Stubbe – Von Fall zu Fall: Ausgeliefert (Fernsehreihe)

## Auszeichnungen (Auswahl)
- 1993: Adolf-Grimme-Preis mit Silber für Landschaft mit Dornen oder Todesspiele (zusammen mit Uwe Saeger, Martin Schlesinger und Ben Becker)
- 1995: Adolf-Grimme-Preis mit Gold für Polizeiruf 110: Totes Gleis (zusammen mit Leo P. Ard, Michael Illner, Otto Sander und Ben Becker)
- 2007: Publikumspreis für Du bist nicht allein beim Filmkunstfest Mecklenburg-Vorpommern
- 2001: 3sat-Zuschauerpreis für „Der Verleger“